# 强巴拉康 (吉隆县)
强巴拉康，位于西藏自治区日喀则市吉隆县折巴乡恰门巴村，是一座藏传佛教宁玛派寺院。

## 简介
强巴拉康位于西藏自治区日喀则地区吉隆县，属于宁玛派，也是吉隆县宗教活动场所之一。
在318国道经岗嘎、60道班时离开318国道转入吉隆县方向，经过希夏邦马峰之后，在66公里处离开省道，驶往折巴乡恰门巴村（距公路13公里，可观赏佩枯错）。村内有千年古寺强巴拉康，尽管寺庙损毁严重，但仍有与大昭寺类似的建筑构件存在。2010年代初，该寺驻有可结婚生子的僧人。